# Kafue nationalpark
Kafue nationalpark ligger i centrala Zambia och täcker en yta av 22 400 kvadratkilometer. Området är sedan 1924 en skyddszon som under 1950-talet fick status som nationalpark. Parken är uppkallad efter floden Kafue som flyttar här.

## Växtliv
I parken finns flera olika biotoper. Det förekommer till exempel större öppna lövskogar där träd av släktena Brachystegia, Julbernardia och Isoberlinia är vanliga. Denna biotop kallas Miombo. Sedan finns områden vid floder som översvämmas under regntider. Även Mopaneskog (Colophospermum mopane) och skog med arter av teaksläktet (Tectona) kan hittas i parken. Mellan skogarna förekommer mer eller mindre stora öppna gräsmarker.
På gamla stora termitstackar växer ofta buskar eller träd av arter Diospyros mespiliformis och Euphorbia ingens.

## Djurliv
Parken är levnadsområdet för många olika partåiga hovdjur. Det finns blå dykare och gulryggad dykare i buskskogar. I våtmarker hittas bland annat sitatunga och letjevattenbock. Större arter som hartebeest lever i mera öppna områden.
Leopard, gepard och afrikansk vildhund är vanliga rovdjur i parken. I floden Kafue och i andra vattendrag lever krokodiler och flodhästar.
Det observerades 158 olika däggdjursarter i parken.
Nationalparken är permanent eller tillfällig hemvist för fler än 500 olika fågelarter. Till exempel lever flera färgglada kungsfiskare och solfåglar i parken.

## Status
Trots områdets status som nationalpark är tjuvjakt ett omfattande problem. Under 1960-talet uppskattades elefanternas bestånd i parken till 60 000 individer. Under 2000-talet fanns bara cirka 4 000 kvar. Spetsnoshörningen (Diceros bicornis) blev helt utrotad i parken.